# Ockrabröstad flugsnappare
Ockrabröstad flugsnappare (Cyornis olivaceus) är en fågel i familjen flugsnappare inom ordningen tättingar. Den förekommer i låglänta skogar i Sydostasien från Myanmar till Stora Sundaöarna. Fågeln minskar i antal, men beståndet anses ändå vara livskraftigt.

## Utseende och läte
Ockrabröstad flugsnappare är en 14–15 cm lång brun tätting med rent vit strupe, varmbrunt bröst och en mörk näbb med en lite krokförsedd spets. Närbesläktade gråbröstad flugsnappare har just mer gråtonat bröstband, men har även mer tydlig grå anstrykning på huvudet, mörkare ovansida och avsaknad av varma toner på stjärten. Roststjärtad flugsnappare är slankare med mer bjärt rostfärgad stjärt. Sången består av en mycket vacker serie fallande ljusa toner.

## Utbredning och systematik
Ockrabröstad flugsnappare förekommer i Sydostasien från Myanmar till Stora Sundaöarna. Den delas upp i två underarter med följande utbredning:
- Cyornis olivaceus olivaceus – förekommer från norra Myanmar till södra Thailand samt på Sumatra, Java och Borneo
- Cyornis olivaceus perolivaceus – förekommer på norra Natunaöarna

### Släktestillhörighet
Tidigare placerades den i släktet Rhinomyias men genetiska studier visar att den tillsammans med flera andra i samma släkte istället är del av Cyornis.

## Levnadssätt
Ockrabröstad flugsnappare hittas i låglänta skogar och skogsbryn, vanligen i torrare miljöer. Den födosöker genom att göra utfall i flykten mot flygande insekter på medelhög nivå i träden. Arten häckar mellan mars och augusti. Det skålformade boet av kvistar och mossa placerar upp till två meter ovan mark på en mosstäckt trädstam eller en liten buske. Däri lägger den två till tre ägg.

## Status och hot
Arten har ett stort utbredningsområde och en stor population, men tros minska i antal till följd av habitatförstörelse, dock inte tillräckligt kraftigt för att den ska betraktas som hotad. Internationella naturvårdsunionen IUCN listar därför arten som livskraftig (LC). Världspopulationen har inte uppskattats, men den beskrivs som generellt ovanlig, dock lokalt vanlig på Malackahalvön.